# Regian Eersel
Regian Eersel (Paramaribo, 16 december 1992) is een Surinaams-Nederlands kickbokser. Hij is de wereldkampioen lichtgewicht in het kickboksen en thaiboksen bij ONE Championship.

## Biografie
Eersel werd geboren in de Surinaamse hoofdstad Paramaribo en verhuisde op vierjarige leeftijd met zijn gezin naar Nederland. Op 15-jarige leeftijd begon hij met trainen bij Sityodtong Gym in Amsterdam. In zijn vroege amateurtijd kreeg hij van zijn teamgenoten zijn bijnaam The Immortal, omdat hij de pauzetijd tussen de rondes nooit gebruikte om te zitten en weer op adem te komen. 
Voor Eersel was het als professionele vechter niet eenvoudig was om in Nederland concurrenten te vinden van zijn gewichtsklasse, waardoor hij zijn geluk in het buitenland ging zoeken. In Azerbeidzjan nam Eersel deel aan een kickbokstoernooi, waar hij de finale bereikte. Hierna werd hij uitgenodigd voor verschillende internationale wedstrijden, door onder meer organistaties Lion Fight en Wu Lin Feng.
In april 2018 debuteerde Eersel bij organisatie ONE Championship tegen Brad Riddell, die hij versloeg middels een unanieme beslissing. Op 17 mei 2019 werd hij ONE-kampioen lichtgewicht kickboksen door Nieky Holzken te verslaan. Vijf maanden later stond Eersel weer tegenover Holzken in een rematch en won opnieuw door middel van een unanieme jurybeslissing.

## Titels
- 2022 ONE Lightweight Muay Thai World Championship[2]
- 2019 ONE Lightweight Kickboxing World Championship[3]
- 2017 Mix Fight Gala World Champion (78.5 kg)
- 2016 Lion Fight Super Middleweight World Champion[4]
- 2012 UMC Dutch Kickboxing Champion